# Laca Jahuira
Il Laca Jahuira (aymara Laq'a Jawira, laq'a terra (suolo), jawira fiume, in spagnolo Río Laca Jahuira) è un fiume della Bolivia, emissario del lago Poopó. Scorre interamente nel Dipartimento di Oruro.
Il fiume nasce dall'estremità sud-ovest del lago e scorre in direzione ovest-sud-ovest fino a sfociare nel Salar de Coipasa, un deposito di sale. Ha una lunghezza di 135 chilometri e le sue acque sono salate come quelle del lago da cui proviene.